# Scipione Cerreto
Scipione Cerreto (Napoli, 1551 – Napoli, 1633) è stato un teorico musicale, compositore e liutista italiano.

## Biografia
Le notizie biografiche su Scipione Cerreto sono scarsissime e desunte esclusivamente dalle sue opere, da cui si apprende che visse oltre ottanta anni. Nonostante sia stato compositore e liutista, a causa dell'esiguo numero di composizioni sopravvissute, è noto soprattutto per la sua attività di teorico musicale. I suoi scritti rivestono interesse come testimonianza della pratica musicale del primo Seicento.

## Opere
Nel 1601 pubblicò a Napoli Della prattica musica vocale et strumentale (riedito nel 1611) e nel 1608, sempre a Napoli, Dell'arbore musicale. Rimangono inoltre due manoscritti, Dialoghi armonici pel contrapunto e per la compositione (1626) e Dialogo armonico... di tutte le regole del contrappunto et anco della compositione de più voci, de' canoni, delle proportioni, et d'altri (1631).
Cerreto rifiutò il sistema fondato sui dodici modi sostenuto da Glareano, in difesa del sistema tradizionale fondato sugli otto modi (octoechos).